# Jeremy Shada
Jeremy Shada (Boise, 21 de janeiro de 1997), é um dublador, ator, cantor e compositor. Ele é conhecido por interpretar o personagem Finn no seriado animado Adventure Time. Além disso, Jeremy também interpretou Lance em Voltron: Legendary Defender e o baixista Reggie Peters em Julie and the Phantoms, da Netflix.

## Biografia
Jeremy Shada nasceu no dia 21 de janeiro de 1997 em Boise, Idaho. Ele começou a atuar aos 7 anos, logo após se mudar para Los Angeles junto com sua família. Seu irmão mais velho, Zack Shada, foi uma inspiração para que ele começasse a atuar. Inicialmente, Jeremy apareceu em comerciais de televisão. Mais tarde, ele começou a fazer audições para dublagem e para peças de teatro.
Seu primeiro papel no teatro foi como Young Kurt Diamond em No Rules. Desde então, Jeremy apareceu em papéis adicionais como o de jovem Charlie Pace em flashbacks de infância em Lost. Em 2009, o agente de Jeremy o encorajou a fazer o teste para o papel de Finn em Hora da Aventura. Seu irmão, Zack, foi a voz original de Finn no episódio piloto do seriado animado três anos antes. Após assistir o piloto no YouTube, Jeremy combinou sua voz com a de seu irmão em audições com o criador de Hora de Aventura, Pendleton Ward, e os produtores do seriado. Isso lhe rendeu o papel.
Em 2012, ele se juntou ao elenco da série de comédia Incredible Crew, de Nick Cannon. Em junho do mesmo ano, para promover a estréia da série, o Cartoon Network lançou um videoclipe de rap intitulado “Running Errands with My Mom” em que Jeremy aparece tocando e fazendo rimas. O vídeo teve mais de um milhão de visualizações. Por conta de sua agenda, Jeremy foi educado em sua casa. Respondendo a perguntas de fãs em sua página no Facebook, ele disse que terminou o ensino médio no início de maio de 2013.
Jeremy também era integrante da banda Make Out Monday com seu irmão Zack Shada. A banda foi formada em 2014. Em 08 de março de 2020, ele se casou com Carolynn Rowland, designer e bailarina da companhia Los Angeles Ballet. Em novembro de 2020, Jeremy lançou a música Ballerina como um presente de aniversário para sua esposa. No mesmo ano, seu primeiro EP, intitulado Mad Love, foi lançado.
Em 2021, Jeremy dublou a voz de Gingerbread  em Cookie Run: Kingdom, um jogo para celular. Em outubro do mesmo ano, seu primeiro álbum de estúdio, Vintage, foi lançado em todas as plataformas, contendo 12 faixas. Em 13 de outubro de 2021, ele anunciou em seu Instagram que faria parte do seriado “Dragons: The Nine Realms” como o dublador de Tom Kullersen. 
No ano de 2022, foi lançada a música Sorry em fevereiro. Já em 26 de agosto do mesmo ano, veio ao mundo Neon The Night Prowler, uma experiência literária, sônica e artística, por Jeremy e sua esposa Carolynn Shada. O projeto conta a história dos até então apresentados personagens James e Tsuki na cidade de Tenshi, uma metrópole neo-noir futurista construída das cinzas do que era Los Angeles. Estão disponíveis o primeiro capítulo intitulado Forever Young e a primeira parte do segundo, Death On The Dance Floor. Ainda neste mesmo ano, Jeremy lançou as músicas Ghosted em 9 de setembro e Midnight Promises em 11 de novembro. 
Em 2023, foram lançadas as músicas Let's Drive em 2 de agosto e Dark Heart em 6 de setembro. 

## Discografia

### Álbuns de trilha sonora
| Título                                                         | Detalhes | Melhores posições nas paradas | Melhores posições nas paradas | Melhores posições nas paradas | Melhores posições nas paradas | Melhores posições nas paradas | Melhores posições nas paradas |
| Título                                                         | Detalhes | AUS                           | BEL (FL)                      | FRA                           | NLD                           | NZ                            | US                            |
| -------------------------------------------------------------- | --- | ----------------------------- | ----------------------------- | ----------------------------- | ----------------------------- | ----------------------------- | ----------------------------- |
| Incredible Crew, Vol. 1 (Music from the Television Show)       | - Lançamento: 15 de março de 2013 - Gravadora: Cartoon Network Music - Formatos: Download digital, streaming          | —                             | —                             | —                             | —                             | —                             | —                             |
| Incredible Crew, Vol. 2 (Music from the Television Show)       | - Lançamento: 23 de abril de 2013 - Gravadora: Cartoon Network Music - Formatos: Download digital, streaming          | —                             | —                             | —                             | —                             | —                             | —                             |
| Adventure Time, Vol.1 (Original Soundtrack)                    | - Lançamento: 1 de maio de 2019 - Gravadora: Cartoon Network Music - Formatos: Download digital, streaming            | —                             | —                             | —                             | —                             | —                             | —                             |
| Adventure Time, Vol. 2 (Original Soundtrack)                   | - Lançamento: 1 de maio de 2019 - Gravadora: Cartoon Network Music - Formatos: Download digital, streaming            | —                             | —                             | —                             | —                             | —                             | —                             |
| Julie and the Phantoms: Music from the Netflix Original Series | - Lançamento: 10 de setembro de 2020 - Gravadora: Maisie Music Publishing - Formatos: CD, download digital, streaming | 35                            | 47                            | 182                           | 57                            | 36                            | 163                           |

### Álbuns e EP's
| Título   | Detalhes |
| -------- | --- |
| Mad Love | - Lançamento: 1 de janeiro de 2021 - Gravadora: Jeremy Shada Records - Formatos: Download digital, streaming |
| Vintage  | - Lançamento: 1 de Outubro de 2021 - Gravadora: Jeremy Shada Records - Formatos: Download digital, streaming |

### Músicas
| Título                                  | Ano  | Álbum                |
| --------------------------------------- | ---- | -------------------- |
| Ballerina                               | 2020 | Lançamento sem álbum |
| Will They Won't They                    | 2020 | Mad Love             |
| Minutes Away                            | 2020 | Mad Love             |
| Stranger                                | 2020 | Mad Love             |
| Uh Oh                                   | 2020 | Mad Love             |
| Humphrey Bogart                         | 2021 | Vintage              |
| Dancing With Strangers                  | 2021 | Vintage              |
| This Feels Right                        | 2021 | Vintage              |
| If Looks Could Kill                     | 2021 | Vintage              |
| Pretty Little Lies                      | 2021 | Vintage              |
| Back in Fashion                         | 2021 | Vintage              |
| Singing in the Rain                     | 2021 | Vintage              |
| This Ain't It                           | 2021 | Vintage              |
| Gentleman                               | 2021 | Vintage              |
| Bewitched                               | 2021 | Vintage              |
| Bored Together                          | 2021 | Vintage              |
| Talking to a Memory (feat Megan Nicole) | 2021 | Vintage              |
| Sorry                                   | 2022 | Lançamento sem álbum |
| Ghosted                                 | 2022 | Lançamento sem álbum |
| Midnight Promisses                      | 2022 | Lançamento sem álbum |
| Let's Drive                             | 2023 | Lançamento sem álbum |
| Dark Heart                              | 2023 | Lançamento sem álbum |

### Aparições em trilha sonora
| Título                                               | Ano  | Álbum                                                                                   |
| ---------------------------------------------------- | ---- | --------------------------------------------------------------------------------------- |
| "Adventure Time Main Title: Islands"                 | 2019 | Adventure Time, Vol. 3 (Original Soundtrack)                                            |
| "Time Passes Like a Cloud" (com John DiMaggio)       | 2019 | Adventure Time, Vol. 3 (Original Soundtrack)                                            |
| "I Want to Ride a Boat"                              | 2019 | Adventure Time, Vol. 3 (Original Soundtrack)                                            |
| "The Computer World" (com John DiMaggio)             | 2019 | Adventure Time, Vol. 4 (Original Soundtrack)                                            |
| "Oh What a Good Boy Am I" (with John DiMaggio)       | 2019 | Adventure Time, Vol. 5 (Original Soundtrack)                                            |
| "Low G Rap Battle" (com Andy Samberg)                | 2019 | Adventure Time, Vol. 5 (Original Soundtrack)                                            |
| "Buff Baby"                                          | 2019 | Adventure Time, Vol. 5 (Original Soundtrack)                                            |
| "Dropdown Rainbow/All Gummed Up" (Gilligan Moss Mix) | 2020 | BMO's Mixtape (Gilligan Moss Mix) [From the Max Original Adventure Time: Distant Lands] |
| "Fries" (Gilligan Moss Mix)                          | 2020 | BMO's Mixtape (Gilligan Moss Mix) [From the Max Original Adventure Time: Distant Lands] |
| "Sleepy Puppies" (Gilligan Moss Mix)                 | 2020 | BMO's Mixtape (Gilligan Moss Mix) [From the Max Original Adventure Time: Distant Lands] |